# Ryszard Otello
Ryszard Otello (ur. 7 grudnia 1951 w Bydgoszczy, zm. 21 listopada 1978) – historyk polski, duchowny Kościoła Ewangelicko-Augsburskiego.

## Życiorys
Był synem Jerzego, konseniora (zastępcy seniora) diecezji mazurskiej Kościoła Ewangelicko-Augsburskiego. Szkołę średnią ukończył w Nidzicy. W latach 1969–1974 studiował na Chrześcijańskiej Akademii Teologicznej w Warszawie, pracę magisterską poświęcając gromadkarstwu mazurskiemu. 17 listopada 1974 został ordynowany i wkrótce rozpoczął pracę duszpasterską w Działdowie. Jednocześnie pod kierunkiem ks. prof. Woldemara Gastparego przygotowywał rozprawę doktorską Problemy narodowościowe w Kościele ewangelickim na Mazurach w latach 1918-1945, dla potrzeb której przeprowadził m.in. kwerendę w dawnym archiwum królewieckim (przeniesionym do Getyngi) oraz w archiwum Ewangelickiego Kościoła Unijnego w Berlinie. 20 listopada 1978 zdał wymagane egzaminy doktorskie (summa cum laude), ale planów pracy w Katedrze Historii Kościoła Chrześcijańskiej Akademii Teologicznej oraz przygotowania rozprawy habilitacyjnej na temat ewangelickiego piśmiennictwa polskiego nie zdołał zrealizować.
W dniu planowanej obrony doktoratu zginął w wypadku samochodowym.
Rada Wydziału Chrześcijańskiej Akademii Teologicznej nadała mu tytuł doktora pośmiertnie, uznając przyjęcie pracy za fakt na podstawie pozytywnych recenzji oraz złożonych egzaminów. Rozprawa o problemach narodowościowych mazurskiego Kościoła ewangelickiego przez lata pozostawała w maszynopisie, była jednak chętnie wykorzystywana przez innych badaczy (m.in. Grzegorz Jasiński Mazurzy w drugiej połowie XIX wieku. Kształtowanie się świadomości narodowej, 1994; opracowanie Józefa Borzyszkowskiego w wielotomowym dziele Historia Pomorza, tom IV: 1850-1918, część 2: Polityka i kultura, 2002; Andreas Kossert: Preußen, Deutsche oder Polen? Die Masuren im Spannungsfeld des etnischen Nationalismus (1870-1956), 2001). Ostatecznie ukazała się drukiem w 2003 nakładem Ośrodka Badań Naukowych im. Wojciecha Kętrzyńskiego w Olsztynie.
Z innych publikacja ks. Otello można wymienić: Mazurski apostoł - Jan Jenczio z Markowskich ("Kalendarz Ewangelicki", 1976), Ruch gromadkarski w Prusach Wschodnich w latach 1848-1914 ("Komunikaty Mazursko-Warmińskie", 1976, nr 3), "Głos Ewangelijny" (1925-1939) ("Komunikaty Mazursko-Warmińskie", 1977, nr 1), Bogumił Leyk (1860-1945) ("Komunikaty Mazursko-Warmińskie", 1977, nr 3-4, z Wiktorem Markiem Leykiem), Obchody żniwne na Mazurach ("Komunikaty Mazursko-Warmińskie", 1978, nr 2). Współpracował z Pawłem Sową przy pracy nad książką Tropem spadkobierców Hakaty (1978). Artykuły popularnonaukowe i felietony ogłaszał na łamach "Kalendarza Ewangelickiego", "Panoramy Północy", "Zwiastuna Ewangelickiego". W styczniu 1978 był jednym z organizatorów sesji naukowej w Szczytnie poświęconej dziejom ludności mazurskiej w XIX wieku; wygłosił tam referat Problematyka wyznaniowa Mazurów w XIX wieku. Poza badaniami historycznymi próbował także swoich sił jako kompozytor.